# Arcangelo (Rodi)
Arcangelo (in greco Αρχάγγελος?, Archangelos) è un ex comune della Grecia nella periferia dell'Egeo Meridionale (unità periferica di Rodi) con 7.779 abitanti secondo i dati del censimento 2001.
È stato soppresso a seguito della riforma amministrativa, detta programma Callicrate, in vigore dal gennaio 2011 ed è ora compreso nel comune di Rodi.
Il comune dista circa 30 km da Rodi ed è il terzo più popolato dell'isola, dopo il capoluogo e Ialiso.
Il toponimo deriva dall'Arcangelo Michele, che è anche il patrono del comune.
I centri più importanti, dopo la sede comunale, sono Malónas e Másari, che contano rispettivamente 977 e 931 abitanti.

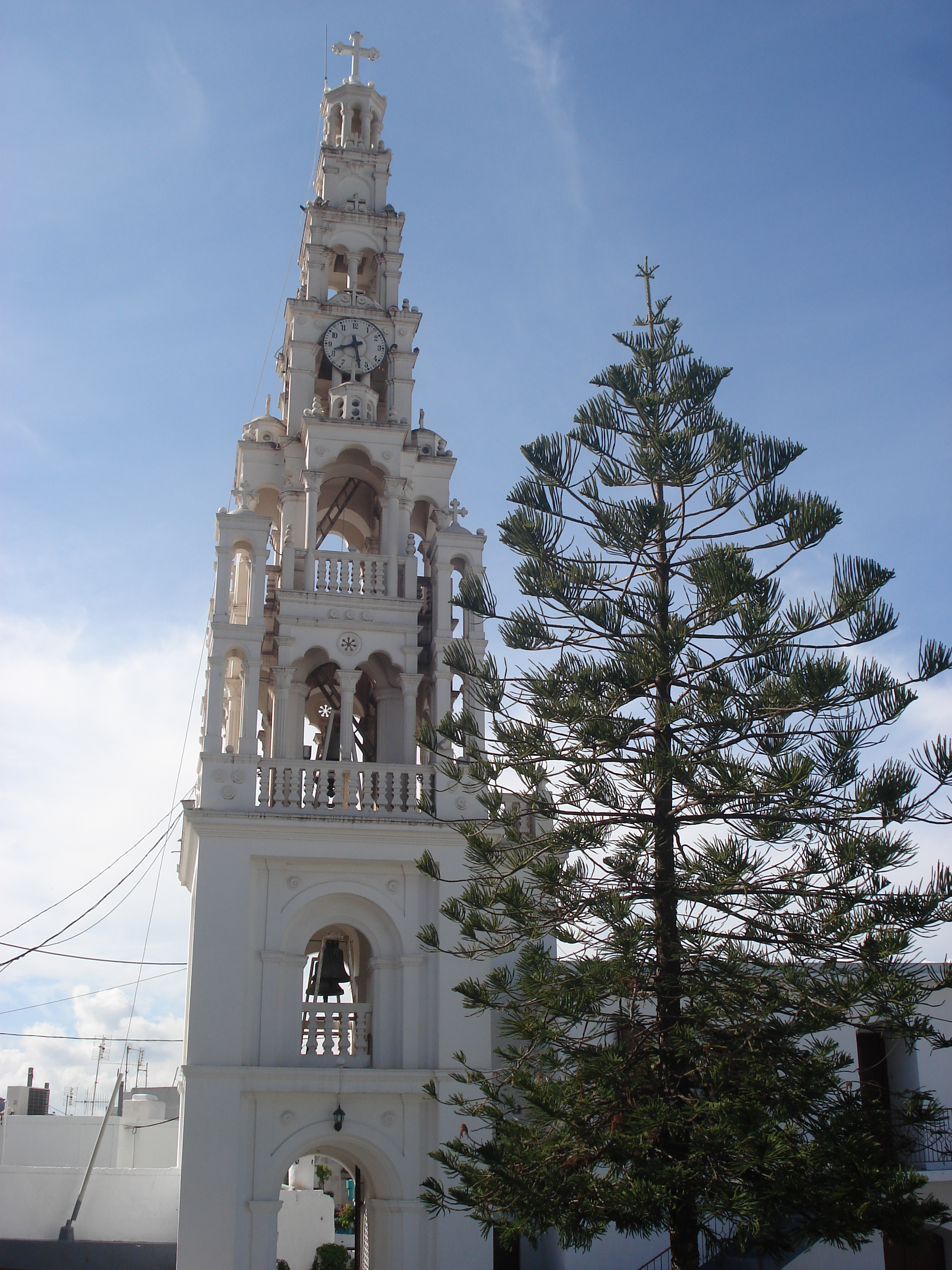
Il campanile della chiesa ortodossa consacrata all'Arcangelo Michele

.